# Automatizacija
Automatizacija označava tijek prijenosa rada čovjeka na strojeve, obično kroz tehnički napredak. U industrijalizaciji nastavak je mehanizacije. Dok mehanizacija rada omogućava ljudima u pogonu lakše uvjete rada, automatizacija smanjuje potrebu za ljudskom prisutnošću u obavljanju određenih djelatnosti.
Automatizacija prati razvoj tehnologije u proizvodnji i oblikuje provedbu, upravljanja i druge procese bez izravnog ljudskog djelovanja. Automatizirane proizvodne linije rabe moderne računalne tehnologije upravljanja.
U procesu automatizacije koriste se znanja iz područja elektronike, strojarstva i računarstvo. Cilj je stvaranje učinkovitog tehnološkog procesa.
Automatizacija stvara mogućnost povećanja proizvodnosti i rasta u proizvodnji uz smanjenje troškova proizvodnje i poboljšanje kvalitete proizvoda. Isto tako, omogućava povećanje učinkovitosti kontrole proizvodnje. 
U konačnici automatizacija rezultira većom produktivnosti i smanjenjem ljudske radne snage (a time i moguće ljudske pogreške) u proizvodnji ali, s druge strane, i nestankom radnih mjesta.
Kombinacija automatizacije, globalizacije i demografskih promjena značajno utječe na strukturu privrede država.

## Vanjske poveznice
Mrežna mjesta
- IEEE Transactions on Automation Science and Engineering, engl.
- ISA (International Society of Automation), engl.
- Automation Federation, engl.